# Saussemesnil
Saussemesnil là một xã thuộc tỉnh Manche trong vùng Normandie tây bắc nước Pháp. Xã này nằm ở khu vực có độ cao từ 60-175 mét trên mực nước biển.